# Jezioro Okunie (województwo pomorskie)
Jezioro Okunie – jezioro przepływowe na Równinie Charzykowskiej, położone w gminie Studzienice, w powiecie bytowskim, w woj. pomorskim. Jego powierzchnia wynosi 13,7 ha.